# Košarkaški klub Mega Basket
Il Košarkaški klub Mega Basket, noto anche per motivi di sponsorizzazione come Mega Soccerbet è una società cestistica avente sede a Belgrado, in Serbia.
Fondata il 23 dicembre 1998 con il nome di K.K. Avala Ada, nel 2005 cambiò nome in K.K. Mega Basket, per assumere poi la denominazione di Mega Vizura dopo la fusione con il KK Vizura dal 2009 al 2014, di Mega Leks dal 2014 al 2017, e di Mega Bemax dal 2017 al 2019.
Oltre a Belgrado, la squadra ha avuto sede anche a Kruševac dal 2012 al 2013, a Smederevo dal 2013 al 2014 e a Sremska Mitrovica dal 2014 al 2019.
Disputa il campionato serbo.

## Denominazioni e sponsor
Il Košarkaški klub Mega Basket ha avuto varie denominazioni nel corso della sua storia. Attraverso gli anni sono state:
| - Košarkaški klub Avala Ada (1998–2005) - K.K. Mega Ishrana (2005–2007) - K.K. Mega Aqua Monta (2007–2008) - K.K. Mega Hypo Leasing (2008-2009) - K.K. Mega Vizura (2009–2014) - K.K. Mega Leks (2014–2017) - K.K. Mega Bemax (2017-2020) - K.K. Mega Soccerbet (2020-presente) |

## Roster 2021-2022
Aggiornato al 21 luglio 2021.
|    | Naz.                            | Ruolo | Sportivo               | Anno | Alt. | Peso | Note |
| -- | ------------------------------- | ----- | ---------------------- | ---- | ---- | ---- | ---- |
| 0  | Serbia (bandiera)               | AP    | Nikola Jović           | 2003 | 203  | 84   |      |
| 1  | Serbia (bandiera)               | A     | Nikola Mišković        | 1999 | 207  | 100  |      |
| 2  | Stati Uniti (bandiera)          | P     | Scoochie Smith         | 1994 | 188  | 82   |      |
| 11 | Montenegro (bandiera)           | C     | Marko Simonović        | 1999 | 210  | 100  |      |
| 13 | Serbia (bandiera)               | AP    | Luka Cerovina          | 2000 | 201  | 94   |      |
| 17 | Bosnia ed Erzegovina (bandiera) | AG    | Karlo Matković         | 2001 | 208  | 101  |      |
| 20 | Francia (bandiera)              | G     | Malcolm Cazalon        | 2001 | 198  | 84   |      |
| 33 | Serbia (bandiera)               | C     | Mihailo Mušikić        | 2002 | 213  | 100  |      |
| 45 | Serbia (bandiera)               | AP    | Nikola Đurišić         | 2004 | 201  | 91   |      |
|    | Polonia (bandiera)              | C     | Aleksander Balcerowski | 2000 | 216  | 104  |      |
|    | Serbia (bandiera)               | P     | Nikola Kočović         | 1996 | 197  | 89   |      |
|    | Russia (bandiera)               | AP    | Samson Ružencev        | 2001 | 201  | 95   |      |
|    | Croazia (bandiera)              | A     | Matej Rudan            | 2001 | 206  | 85   |      |
|    | Serbia (bandiera)               | C     | Mladen Vujić           | 1998 | 205  |      |      |

### Staff tecnico
| Allenatore: | Vlada Jovanović                  |
| Assistenti: | Vule Avdalović, Veselin Petrović |

## Palmarès

### Competizioni nazionali
- Coppa di Serbia: 1

2016

### Competizioni giovanili
- Lega Adriatica U-19: 5

2017-2018,  2020-2021, 2021-2022, 2022-2023, 2023-2024